# Giovanni Domenico Cappellino
Giovanni Domenico Cappellino (Gênes, 1580-1651) est un peintre italien de l'école génoise du XVIIe siècle

## Biographie
Giovanni Cappellino a été l'élève de Giovanni Battista Paggi et à 22 ans il peint un Saint Sébastien pour l'église Santa Sabina et il contribue à une toile à l'Oratorio di San Giacomo della Marina.
Il travaille dans son atelier avec son frère Giovanni Battista Capellino.
Pellegro Piola a été leur élève.

## Œuvres

### À Gênes
- Vierge à l'Enfant avec saint Jean Baptiste,
- Prédication des Apôtres, Chiesa di Santa Maria di Castello
- Prédication des Apôtres, Basilica della Santissima Annunziata del Vastato
- Prédication des Apôtres, Oratorio di San Giacomo della Marina